# آرکاتا (کالیفرنیا)
آرکاتا (به انگلیسی: Arcata) شهری در شهرستان هومبولت ایالت کالیفرنیا است که در سرشماری سال ۲۰۱۰ میلادی، ۱۷۲۳۱ نفر جمعیت داشته است.